# L'assassin n'est pas coupable
Pour plus de détails, voir Fiche technique et Distribution.
L'assassin n'est pas coupable est un film français réalisé par René Delacroix en 1945 et sorti en 1946.

## Synopsis
Un scénariste en mal d'inventions écrit une histoire inspirée par diverses tentatives d'assassinat commises en studio. À la suite de quoi, trois vedettes masculines sont vraiment assassinées. Les ennuis commencent pour le scénariste qui, pour se disculper, doit mener lui-même l'enquête et découvrir les meurtriers.

## Fiche technique
- Titre : L'assassin n'est pas coupable
- Réalisation : René Delacroix
- Scénario, adaptation et dialogues : Alex Joffé et Jean Lévitte
- Photographie : Jean Bachelet
- Montage : Marguerite Beaugé
- Musique : Henri Verdun
- Décors : Aimé Bazin
- Son : Jacques Hawadier
- Directeur de production : Roger de Broin
- Société de production : Siffra
- Pays de production :  France
- Société de distribution : Gaumont
- Format : Noir et blanc — 35 mm — 1,37:1 — Son : Mono
- Genre : Film dramatique, Film policier
- Durée : 82 minutes (1 h 22)
- Date de sortie : France - 30 juillet 1946
- Visa d'exploitation : 1651

## Distribution
- Jules Berry : dans son propre rôle
- Albert Préjean : Julien Brisseau, le romancier-scénariste
- Jacqueline Gauthier : Juliette Brisseau, la femme de Julien
- Rosine Deréan : Mme Carrel
- Henry Charrett : l'inspecteur Vétillard
- Madeleine Suffel : Marie, la cuisinière
- Héléna Manson : Anne-Marie Mahé, la domestique bretonne
- Palmyre Levasseur : la femme qui fait une déclaration
- Jean Sinoël : le producteur de cinéma
- Maurice Schutz : le collectionneur
- Ky Duyen : Tao, le domestique du collectionneur
- Jean Gaven : Gustave Perkinson, le jeune inspecteur
- François Joux : lui-même
- Roger Pigaut : lui-même
- Franck Maurice : le gendarme planton
- Pierre-Jacques Moncorbier : le fou
- Roger Vincent
- Jacques Vallauris
- Germaine Stainval : une des deux demoiselles de Kéradec
- Marguerite de Morlaye : la vieille dame qui témoigne
- Marcel Raine : Pierre Carrel, le réalisateur
- René Marjac
- Lucien Desagneaux
- Pâquerette
- Rudy Lenoir
- Pierre Vaudier
- René Delacroix
- Bernard Charlan : le jeune acteur (à confirmer)[1]